# Râul Dridif
Râul Dridif este afluent al râului Olt în județul Brașov. 

## Hărți
- Harta Județului Brașov
- Harta Munții Făgăraș  Arhivat în 8 septembrie 2013, la Wayback Machine.
- Harta Munții Făgăraș Est